# Franck Scherrer
Franck Scherrer est un géographe et urbaniste français.

## Biographie
Normalien de la rue d'Ulm, il obtient l'agrégation de géographie en 1983 et son doctorat en urbanisme auprès de l'Institut d'urbanisme de Paris de l'université Paris-Est-Créteil-Val-de-Marne en 1992. Maître de conférences, il est nommé professeur à l'université Lumière-Lyon-II en 2000 et directeur de l'Institut d'urbanisme de Lyon (IUL), structure de la faculté de Géographie, histoire, histoire de l'art, aménagement et tourisme de cette même université. Il est nommé en septembre 2010 directeur de l'Institut d'urbanisme de l'Université de Montréal., puis en 2015 directeur de l'École d'urbanisme et d'architecture de paysage, qui procède de la fusion de deux département de la même université. En 2017 il devient directeur académique de l'IEDDEC (Institut Environnement, développement durable, économie circulaire ) commun à Polytechnique Montréal, HEC Montréal et l'Université de Montréal. En 2020 il est nommé vice-recteur associé au vice-rectorat de la recherche, de la découverte, de la création et de l'innovation de l'UdeM, où il dirige en particulier l’initiative Chemins de transition. Il a par ailleurs enseigné à l'Université libanaise et à l'université Tongji de Shanghai.
Il a contribué en 2000 l'ouvrage collectif Repenser le territoire : Un dictionnaire critique. Il est par ailleurs l'auteur de nombreux ouvrages et articles sur les infrastructures urbaines (eau, transport), l’action collective métropolitaine (participation publique, planification stratégique, prospective…) et l’économie circulaire . 
Il a été président de l'Association pour la Promotion de l’Enseignement et de la Recherche en Aménagement et Urbanisme (APERAU) qui regroupe les instituts d'urbanisme francophone, pour la section Europe entre 2007 et 2010, et pour la présidence internationale entre 2014 et 2018. Il a été l'initiateur du Prix de Thèse sur la Ville (Organisé par le PUCA, l’APERAU internationale et l’Institut CDC pour la Recherche-Caisse des Dépôts).